# Chapelle Saint-Julien-et-Sainte-Basilisse de Villeneuve-de-la-Raho
Pour les articles homonymes, voir Chapelle Saint-Julien.
La chapelle Saint-Julien-et-Sainte-Basilisse de Villeneuve-de-la-Raho est une ancienne église paroissiale aujourd'hui désaffectée, est un monument représentatif de l'architecture romane en Roussillon. Elle est sise en contrebas de la colline sur laquelle s'est édifié le village de Villeneuve-de-la-Raho (Pyrénées-Orientales, Languedoc-Roussillon, France),

## Historique
Mentionnée pour la première fois, selon les sources, en 996 ou en 1149, la chapelle Saint-Julien-et-Sainte-Basilisse est un édifice roman datable du XIIe siècle.
Elle fut église paroissiale du village jusqu'au XVIIe siècle, siècle auquel fut édifiée une nouvelle église en haut de la colline. Désaffectée, la chapelle tomba peu à peu à l'abandon avant d'être rénovée ces dernières années[précision nécessaire].
La chapelle fait l’objet d’un classement au titre des monuments historiques depuis le 2 mai 1912.

## Description
Par le soin apporté à sa construction et à sa décoration, la chapelle Saint-Julien est un édifice représentatif de l'architecture romane roussillonnaise.
Il se remarque principalement par l'imbriquement « télescopique » de ses différentes parties, visible de l'extérieur : la nef unique, qui donne sur un chœur de dimensions plus modestes, se terminant lui-même sur une abside semi-circulaire. À l'intérieur, le chœur est encadré par deux arcs doubleaux reposant sur des colonnes engagées à chapiteaux.
Le chevet, bien que sévèrement altéré par de nombreux remaniements et reprises de maçonneries, présente encore une double série d'arcades aveugles superposées. La série inférieure reposait sur des pilastres alors que la série supérieure était soutenue par des colonnettes surmontées de chapiteaux sculptés. Quatre de ces chapiteaux subsistent, très abîmés par les intempéries.
De la porte monumentale qui s'ouvrait sur le mur sud, il ne reste que quelques vestiges,.

## Galerie photographique

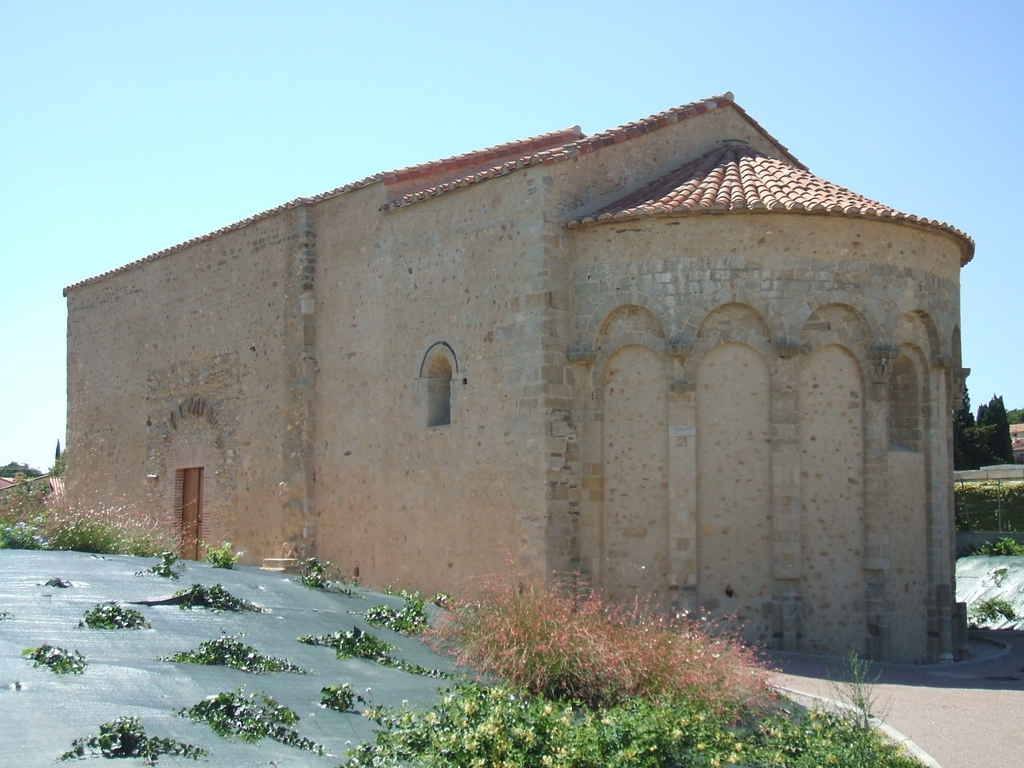
Chevet
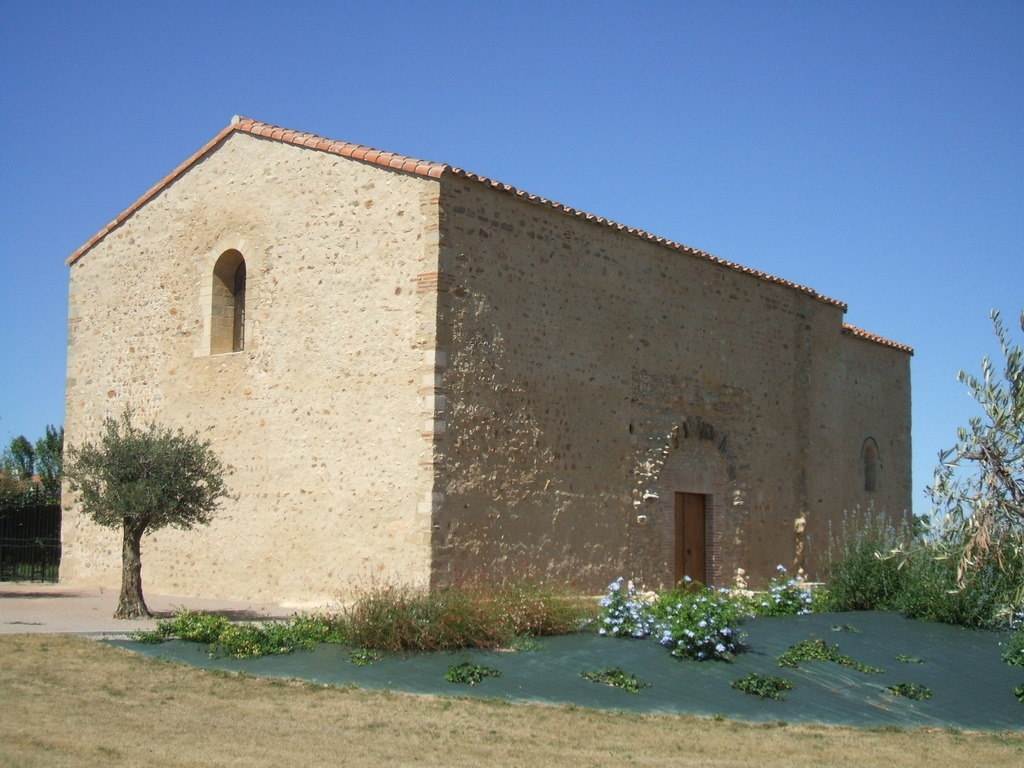
Vue sud
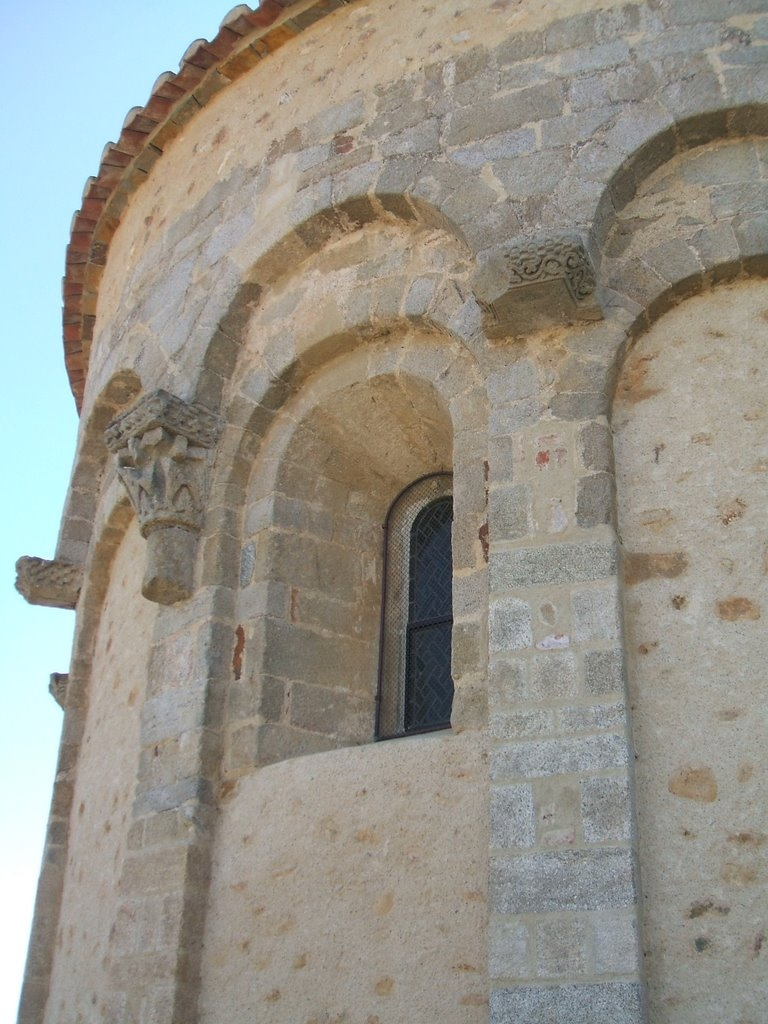
Fenêtre d'axe de l'abside
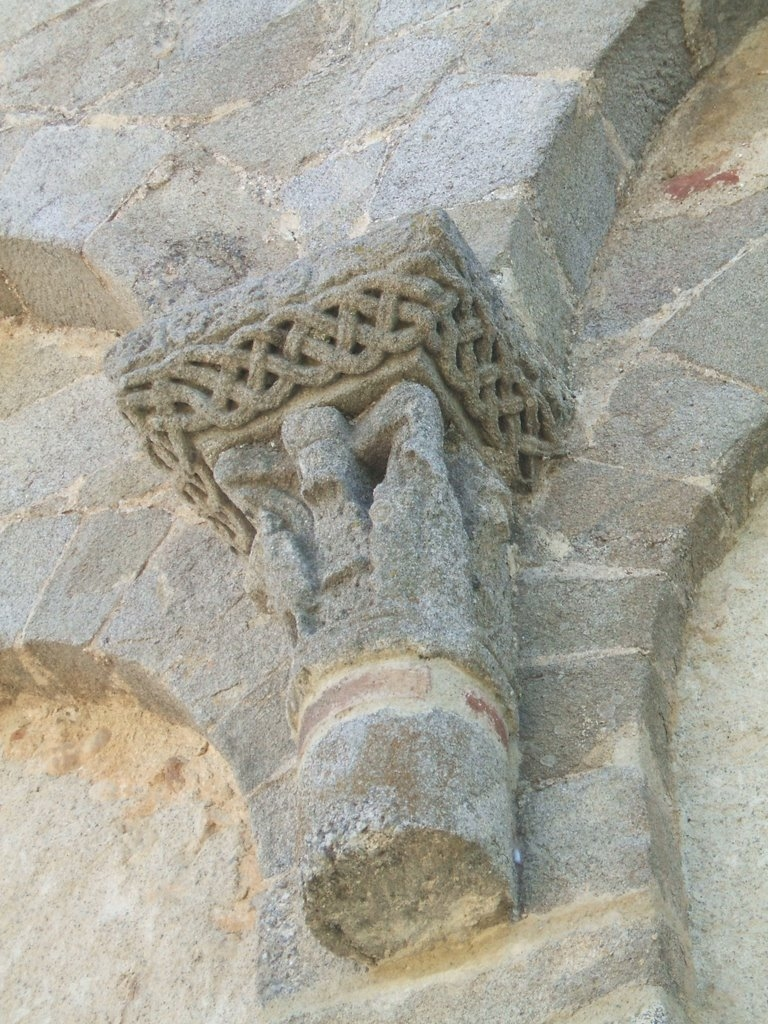
Chapiteau de l'abside